# باري مايلز
باري مايلز (بالإنجليزية: Barry Miles)‏ هو عازف جاز أمريكي، ولد في 28 مارس 1947.

## وصلات خارجية
- الموقع الرسمي
- باري مايلز على موقع IMDb (الإنجليزية)
- باري مايلز على موقع ميوزك برينز (الإنجليزية)
- باري مايلز على موقع ديسكوغز (الإنجليزية)